# 丰特伦西纳
丰特伦西纳，是西班牙卡斯蒂利亚-拉曼恰瓜达拉哈拉省的一个市镇。总面积44平方公里，总人口204人（2001年），人口密度5人/平方公里。